# مار گرگی
 مار گرگی(نام علمی: Lycodon striatus) نام یک گونه از سرده لیکودون است.